# Armada del Mar del Sur
Die Armada del Mar del Sur (deutsch Kriegsflotte des Pazifik) war eine Regionalflotte der spanischen Marine zur Sicherung der südamerikanischen Westküste. 

## Allgemeines
Die Armada wurde 1580 gegründet um die spanischen Handelsrouten an der südamerikanischen Westküste vor Überfällen durch Freibeuter wie dem Engländer Francis Drake zu schützen. Insbesondere die Silberstransporte von Callao, dem Hafen von Lima, nach Panama. Wie auch die anderen spanischen Regionalflotten verfügte die Armada del Mar del Sur hierfür über zwei große Kriegsschiffe (Capitana und Almiranta) und einige kleinere Einheiten (Pataches).
Ab 1718 wurde die Flotte in die erstmal entstandene gesamtspanische Marine (Armada Real) eingegliedert und 1778 aufgelöst.

## Schiffe der Armada del Mar del Sur
Ein Teil der Schiffe wurden in Guayaquil, Ecuador gebaut.
| Name                          | Indienststellung | Typ      | Kapitän       | Bemerkung                           |
| ----------------------------- | ---------------- | -------- | ------------- | ----------------------------------- |
| Concepcíon                    | 1694             |          |               | [ 1 ]                               |
| Santísimo Sacramento          | 1694             |          |               | [ 1 ]                               |
| Águila Volante                | 1718             | Fregatte |               | [ 1 ]                               |
| Brillante                     | 1718             | Fregatte |               | [ 1 ]                               |
| Peregrina                     | 1718             | Fregatte |               | [ 1 ]                               |
| Santa Maria de la Consolación |                  | Galeone  | Juan de Lerma | gesunken; Wrack wurde 1991 entdeckt |